# ليس لضعاف القلوب (كتاب)
ليس لضعاف القلوب: دروس في الشجاعة والقوة والمثابرة هو كتاب صدر عام 2018 للدبلوماسية الأمريكية ويندي شيرمان استنادًا إلى فترة عملها كمفاوضة رئيسة للولايات المتحدة خلال الاتفاق النووي مع إيران (خطة العمل الشاملة المشتركة)، الذي ألغاه ترامب لاحقًا.

## المحتوى
يتناول كتاب "ليس لضعاف القلوب: دروس في الشجاعة والقوة والمثابرة" مذكرات كبيرة المفاوضين الأميركيين ويندي شيرمان خلال الاتفاق النووي مع إيران. يُعتبر الكتاب شرحًا كاملًا لكيفية صياغة خطة العمل الشاملة المشتركة والموافقة عليها من وجهة نظر ويندي شيرمان. يأخذ الكتاب القارئ إلى عالم الدبلوماسية الدولية وينقل عقله إلى عقل واحدة من أكثر المفاوضين فعالية والتي غالبًا ما تكون المرأة الوحيدة في الغرفة. تعترف المؤلفة بأن النجاح في مجالها أمر صعب. من خلال قراءة كتاب ليس لضعاف القلوب، سيتعلم القارئ كيفية تطبيق مهارات الدبلوماسية الأساسية في حياته اليومية ومواجهة التحديات.
في هذا الكتاب، حاولت ويندي شيرمان أن تحكي تجاربها في التغلب على العقبات التي تواجهها المرأة ليس فقط في الدبلوماسية الدولية ولكن في الحياة اليومية.

## الصدور
نُشر كتاب ليس لضعاف القلوب: دروس في الشجاعة والقوة والمثابرة نشرَت دار ببلك أفير بوكس [الإنجليزية] لأول مرة الكتاب باللغة الإنجليزية في أيلول 2018 في الولايات المتحدة. تُرجم الكتاب إلى اللغة الفارسية ونُشر في إيران عام 2019. في نيسان 2020، قُدم هذا الكتاب في إيران باعتباره الكتاب الأكثر مبيعًا لدى مركز وثائق الثورة الإسلامية.

## الاستقبال
وصفت مادلين أولبرايت، وزيرة الخارجية الأمريكية الرابعة والستين، كتاب شيرمان بأنه "كتاب مؤثر، وشخصي للغاية، ومشوق، كتبه أحد أذكى الدبلوماسيين الأمريكيين وأكثرهم تفانيًا". وقال جون كيري، وزير الخارجية الأمريكي الثامن والستين، إن "ويندي لا تكتب فقط عن قيمة الشجاعة والقوة والمثابرة، بل تعيشها. إنها مثال على أن المفاوض القوي يمكن أن يكون أيضًا مرشدًا إنسانيًا".

## طالع أيضًا
- أزمة مصطنعة: القصة غير المروية للرعب النووي الإيراني
- فوكو في إيران
- إيران بين ثورتين
- أيام الصفر [الإنجليزية]
- الحرب على السلام [الإنجليزية]
- الأمن القومي والدبلوماسية النووية [الإنجليزية]
- على الطريق إلى قندهار [الإنجليزية]
- الوفاق البراجماتي

## روابط خارجية
- ليس لضعاف القلوب: دروس في الشجاعة والقوة والمثابرة بقلم ويندي ر. شيرمان على موقع Goodreads
- ليس لضعاف القلوب دروس في الشجاعة والقوة والمثابرة - السفيرة ويندي ر. شيرمان - كتب جوجل
- ليس لضعاف القلوب: دروس في الشجاعة والقوة والمثابرة - جامعة ستانفورد
- ليس لضعاف القلوب، دروس في الشجاعة والقوة والمثابرة بقلم ويندي ر. شيرمان - بوكتوبيا